# Botsorhel
 Botsorhel  (en bretón Bodsorc'hel) es una población y comuna francesa, situada en la región de Bretaña, departamento de Finisterre, en el distrito de Morlaix y cantón de Plouigneau.

## Demografía
| 760 | 674 | 608 | 563 | 568 | 493 |
| Para los censos de 1962 a 1999 la población legal corresponde a la población sin duplicidades (Fuente: INSEE [Consultar]) |     |     |     |     |     |